# HD15978
HD15978 — хімічно пекулярна зоря спектрального класу A3, що має видиму зоряну величину в смузі V приблизно 8,9.
Вона  розташована на відстані близько 950,9 світлових років від Сонця.